# Eduardo Brock
Eduardo Schroeder Brock ou Eduardo Brock (Arroio do Meio, 6 de maio de 1991), é um futebolista brasileiro que atua como zagueiro e lateral-esquerdo. Atualmente defende o Avaí.

## Carreira

### Inicio
Natural do Rio Grande do Sul e revelado categorias de base do Grêmio, Eduardo Brock estreou profissionalmente pelo Canoas, em 2012. Ainda rodou por diversos clubes gaúchos até 2016 como Novo Hamburgo, Juventude, Aimoré e Brasil de Pelotas, esse ficando por duas temporadas e meia.

### Paraná
Em 2017, se aventurou pela primeira vez fora de seu estado natal, indo atuar no Paraná.

### Goiás
No início de 2018, foi contratado pelo Goiás e assinou por duas temporadas.

### Ceará
Na metade de 2018, Eduardo Brock foi emprestado pelo Goiás ao Ceará.
No dia 13 de dezembro de 2018, foi confirmado a renovação de seu contrato, que passou de empréstimo por definitivo.

### Cruzeiro
No final de fevereiro de 2021 foi confirmado pelo Cruzeiro, com contrato até o término do Estadual de 2022.
Foi decisivo na última rodada do 1° turno da Série B 2021, contra o Náutico nos Aflitos, quando cobrou a falta que resultou no rebote de Jefferson e gol de Thiago. O jogo terminou 1x0 para o time celeste.
Marcou seu primeiro gol pelo Cruzeiro na goleada de 3-0 sobre o Coritiba no Couto Pereira em 08/10/21, pela 29° Rodada da Série B. Após escanteio de Giovanni Picolomo, cabeceou para fazer o último gol da partida. Fazendo uma temporada bem regular em 2022, foi às redes novamente contra o Athletic Club na semifinal do Campeonato Mineiro 2022, numa vitória por 2-0 no Mineirão, marcando de falta.
Já com a administração de Ronaldo, Eduardo Brock renovou seu contrato com o Cruzeiro até maio de 2023. Na partida seguinte à renovação, foi às redes contra o Tombense, marcando de pênalti o gol da partida que terminou em 1-1. O jogo foi em Muriaé pela Série B. Foi uma das principais peças de liderança na equipe campeã da Série B de 2022, formando um trio de zagueiros ao lado de Lucas Oliveira e Zé Ivaldo, sob o comando do uruguaio Paulo Pezzolano.
Embora iniciou a temporada 2023 com o Cruzeiro, foi negociado com o Cerro Porteño do Paraguai em 18 de fevereiro, deixando o clube mineiro após 3 temporadas. Em Minas Gerais, Brock disputou 85 partidas, marcando 4 gols.

## Estatísticas
Até 17 de agosto de 2021.

### Clubes
| Clube             | Temporada         | Campeonato nacional | Campeonato nacional | Campeonato nacional | Copa nacional[a] | Copa nacional[a] | Copa nacional[a] | Competições continentais[b] | Competições continentais[b] | Competições continentais[b] | Outros torneios[c] | Outros torneios[c] | Outros torneios[c] | Total | Total | Total   |
| Clube             | Temporada         | Jogos               | Gols                | Assist.             | Jogos            | Gols             | Assist.          | Jogos                       | Gols                        | Assist.                     | Jogos              | Gols               | Assist.            | Jogos | Gols  | Assist. |
| ----------------- | ----------------- | ------------------- | ------------------- | ------------------- | ---------------- | ---------------- | ---------------- | --------------------------- | --------------------------- | --------------------------- | ------------------ | ------------------ | ------------------ | ----- | ----- | ------- |
| Canoas            | 2012              | —                   | —                   | —                   | —                | —                | —                | —                           | —                           | —                           | 2                  | 0                  | 0                  | 2     | 0     | 0       |
| Canoas            | Total             | 0                   | 0                   | 0                   | 0                | 0                | 0                | 0                           | 0                           | 0                           | 2                  | 0                  | 0                  | 2     | 0     | 0       |
| Juventude         | 2013              | —                   | —                   | —                   | —                | —                | —                | —                           | —                           | —                           | 5                  | 0                  | 0                  | 5     | 0     | 0       |
| Juventude         | Total             | 0                   | 0                   | 0                   | 0                | 0                | 0                | 0                           | 0                           | 0                           | 5                  | 0                  | 0                  | 5     | 0     | 0       |
| Aimoré            | 2014              | —                   | —                   | —                   | —                | —                | —                | —                           | —                           | —                           | 9                  | 0                  | 0                  | 9     | 0     | 0       |
| Aimoré            | Total             | 0                   | 0                   | 0                   | 0                | 0                | 0                | 0                           | 0                           | 0                           | 9                  | 0                  | 0                  | 9     | 0     | 0       |
| Brasil de Pelotas | 2014              | 2                   | 0                   | 0                   | —                | —                | —                | —                           | —                           | —                           | —                  | —                  | —                  | 2     | 0     | 0       |
| Brasil de Pelotas | 2015              | 5                   | 1                   | 0                   | —                | —                | —                | —                           | —                           | —                           | 11                 | 0                  | 0                  | 16    | 1     | 0       |
| Brasil de Pelotas | 2016              | 10                  | 0                   | 0                   | 2                | 0                | 0                | —                           | —                           | —                           | 7                  | 1                  | 0                  | 19    | 1     | 0       |
| Brasil de Pelotas | Total             | 17                  | 1                   | 0                   | 2                | 0                | 0                | 0                           | 0                           | 0                           | 18                 | 1                  | 0                  | 37    | 2     | 0       |
| Paraná            | 2017              | 37                  | 1                   | 0                   | 8                | 1                | 0                | —                           | —                           | —                           | 12                 | 0                  | 0                  | 57    | 2     | 0       |
| Paraná            | Total             | 37                  | 1                   | 0                   | 8                | 1                | 0                | 0                           | 0                           | 0                           | 12                 | 0                  | 0                  | 57    | 2     | 0       |
| Goiás             | 2018              | 5                   | 0                   | 0                   | 8                | 0                | 0                | —                           | —                           | —                           | 14                 | 2                  | 0                  | 27    | 2     | 0       |
| Goiás             | Total             | 5                   | 0                   | 0                   | 8                | 0                | 0                | 0                           | 0                           | 0                           | 14                 | 2                  | 0                  | 27    | 2     | 0       |
| Ceará             | 2018              | 8                   | 0                   | 0                   | —                | —                | —                | —                           | —                           | —                           | —                  | —                  | —                  | 8     | 0     | 0       |
| Ceará             | 2019              | 9                   | 0                   | 0                   | 1                | 0                | 0                | —                           | —                           | —                           | 9                  | 1                  | 0                  | 19    | 1     | 0       |
| Ceará             | 2020–21           | 7                   | 1                   | 0                   | 3                | 0                | 0                | —                           | —                           | —                           | 8                  | 0                  | 0                  | 18    | 1     | 0       |
| Ceará             | Total             | 24                  | 1                   | 0                   | 4                | 0                | 0                | 0                           | 0                           | 0                           | 17                 | 1                  | 0                  | 45    | 2     | 0       |
| Cruzeiro          | 2021              | 9                   | 0                   | 0                   | 1                | 0                | 0                | —                           | —                           | —                           | 4                  | 0                  | 0                  | 14    | 0     | 0       |
| Cruzeiro          | Total             | 9                   | 0                   | 0                   | 1                | 0                | 0                | —                           | —                           | —                           | 4                  | 0                  | 0                  | 14    | 0     | 0       |
| Total na carreira | Total na carreira | 92                  | 3                   | 0                   | 23               | 1                | 0                | 0                           | 0                           | 0                           | 81                 | 4                  | 0                  | 196   | 8     | 0       |

- a. ^ Jogos da Copa do Brasil
- b. ^ Jogos da Copa Sul-Americana
- c. ^ Jogos do Campeonato Gaúcho, Campeonato Goiano e Campeonato Cearense

## Títulos
Goiás
- Campeonato Goiano: 2018

Ceará
- Copa do Nordeste: 2020

Cruzeiro
- Campeonato Brasileiro - Série B: 2022

Avaí
- Campeonato Catarinense: 2025[11]